# Dennis Licht

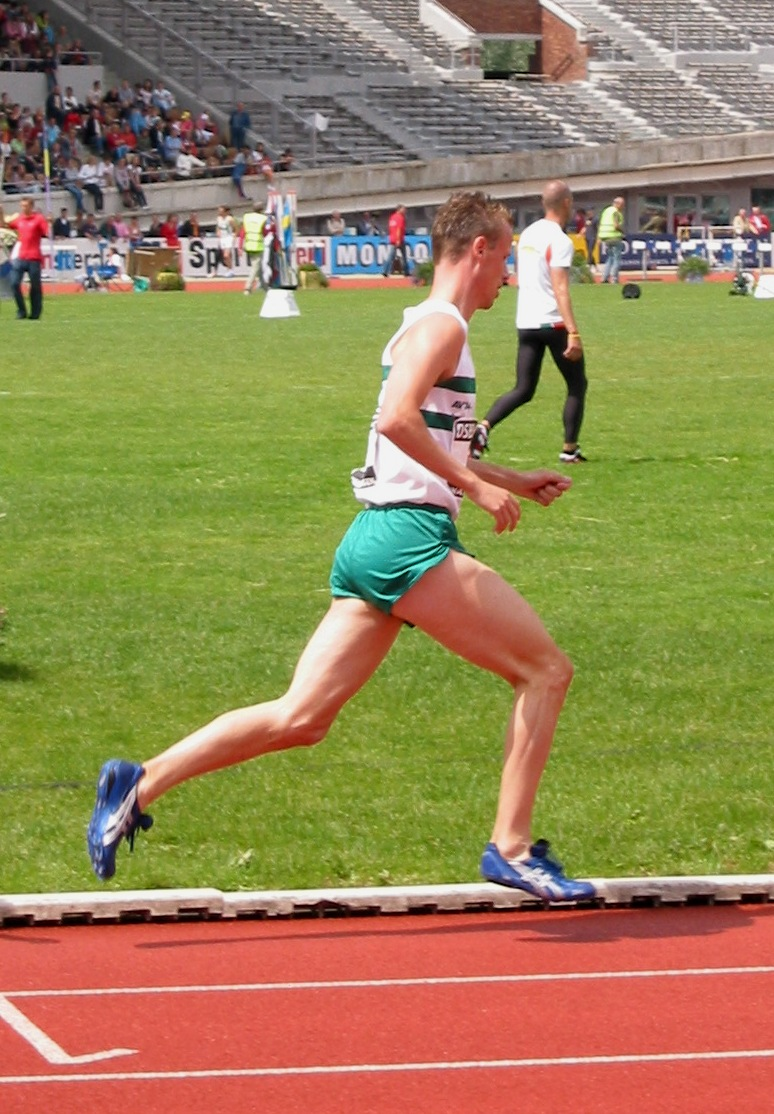
Dennis Licht tijdens de NK 2007 in Amsterdam, op dat moment nog lopend voor Simon Vroemen.

Dennis Licht (Apeldoorn, 30 mei 1984) is een Nederlandse voormalige atleet, die gespecialiseerd was in de 3000 m steeple, de lange afstand en het veldlopen. Hij veroverde in totaal tien nationale seniorentitels.

## Biografie

### Eerste successen
In 2001 boekte Licht zijn eerste successen door het Nederlands outdoor- en indoorkampioenschap te winnen voor junioren B. In 2003 werd hij 33e op de Europese veldloopkampioenschappen voor junioren en won hij de Nederlandse outdoortitel op de 1500 m bij de junioren A. Hij kwalificeerde zich hiermee voor de Europese jeugdkampioenschappen, waar hij op de 1500 m een dertiende plaats behaalde. Op de Europese kampioenschappen onder 23 jaar in 2006 in Erfurt behaalde hij op de 1500 meter een vierde plaats.
Zijn eerste grootste succes was het winnen van de titel bij de senioren op de korte cross tijdens de Nederlandse veldloopkampioenschappen in 2006. In hetzelfde jaar werd Licht tweede op het Nederlands kampioenschap 3000 m steeple.
Een jaar later kreeg Dennis Licht ondersteuning van de gestopte 38-jarige veteraan Simon Vroemen, die hem naar het goud zou hazen. Vroemen verdeelde echter zijn krachten op de NK beter en haalde uiteindelijk Licht op het 2 km-punt in. "Ik had Dennis gezegd dat-ie de eerste twee kilometer achter me moest blijven hangen. Maar hij ging zo hard weg. De eerste kilometer ging in 2.46. Toen wist ik al dat hij zich kapot aan het lopen was. Toen ik de koppositie overnam van Dennis, hoorde ik al heel snel: 'Langzamer'. Toen ben ik maar doorgegaan. Ik had hem vooraf ook gezegd dat als ik me goed zou voelen ik zou doorgaan."

### EK indoor 2008
Zijn eerste seniorentitel in het indoorcircuit behaalde Dennis Licht op 16 februari 2008 tijdens de Nederlandse indoorkampioenschappen in Gent. Op de 3000 m was hij te sterk voor zijn concurrenten en won hij met een voorsprong van meer dan zes seconden. Een jaar later wist hij deze titel tijdens de NK Indoor in het nieuwe Omnisportcentrum in zijn woonplaats te prolongeren. Hij deed dat in de zekerheid van deelname aan de Europese indoorkampioenschappen in Turijn, begin maart. Want veertien dagen daarvoor had Licht in dezelfde sporthal op de 1500 m reeds een tijd van 3.41,40 gerealiseerd, ruim onder de vereiste deelnamelimiet (3.44,00).
Had hij die tijd ook in Turijn gelopen, dan was deelname aan de EK-finale op 8 maart zeker geweest. In Lichts serie finishten de eerste zes binnen de 3.42,00 en gingen ook allemaal door. Dennis Licht werd echter zevende in 3.42,18 en viste er net naast. Jammer voor de Apeldoorner, die zich lang in de kop van het veld ophield, maar op het cruciale moment wat inhoud tekortkwam om de race goed af te maken. Een forse por van de latere seriewinnaar Wolfram Müller hielp ook niet echt. Een goede leer voor een volgende keer was het wel. Want gezien zijn talent was dit bij de senioren weliswaar zijn eerste, maar zeker niet zijn laatste internationale toernooi.
Licht kwam van 2008 tot en met 2010 uit voor de Amsterdamse atletiekvereniging Phanos, maar is in 2011 teruggekeerd bij zijn oorspronkelijke vereniging, het Apeldoornse AV '34.
Op 5 februari 2017 zal Licht zijn laatste wedstrijd lopen. Geheel in stijl neemt hij afscheid van de wedstrijdsport tijdens de hardloopwedstrijd waar zijn carrière begonnen is, de midwintermarathon in Apeldoorn.

## Nederlandse kampioenschappen
Outdoor
| Onderdeel                 | Jaar             |
| ------------------------- | ---------------- |
| 5000 m                    | 2011, 2015, 2016 |
| 3000 m steeple            | 2010             |
| veldlopen (korte afstand) | 2006, 2011       |

Indoor
| Onderdeel | Jaar                   |
| --------- | ---------------------- |
| 3000 m    | 2008, 2009, 2015, 2016 |

## Persoonlijke records
Outdoor
| Onderdeel      | Prestatie | Datum            | Plaats       |
| -------------- | --------- | ---------------- | ------------ |
| 800 m          | 1.52,05   | 11 juni 2005     | Leiden       |
| 1500 m         | 3.39,94   | 24 mei 2015      | Hengelo      |
| 3000 m         | 7.54,91   | 22 juni 2014     | Braunschweig |
| 5000 m         | 13.23,00  | 2 mei 2015       | Stanford     |
| 2000 m steeple | 5.45,96   | 11 mei 2005      | Leiden       |
| 3000 m steeple | 8.37,83   | 3 juli 2010      | Uden         |
| 15 km          | 44.08     | 21 november 2008 | Nijmegen     |

Indoor
| Onderdeel | Prestatie | Datum            | Plaats    |
| --------- | --------- | ---------------- | --------- |
| 1500 m    | 3.41,40   | 31 januari 2009  | Apeldoorn |
| 3000 m    | 7.59,09   | 21 februari 2015 | Apeldoorn |

## Prestatieontwikkeling
| Jaar | 1500 m  | 3000 m  | 5000 m   |
| ---- | ------- | ------- | -------- |
| 2001 | 3.56,50 | 8.49,54 | -        |
| 2002 | 3.49,28 | -       | -        |
| 2003 | 3.47,19 | 8.24,38 | -        |
| 2004 | 3.43,17 | 8.04,85 | 14.12,11 |
| 2005 | 3.41,37 | 8.11,95 | -        |
| 2006 | 3.42,27 | 8.02,63 | -        |
| 2007 | 3.42,85 | 8.48,06 | 14.35,90 |
| 2008 | 3.42,75 | 8.16,57 | -        |
| 2009 | 3.47,50 | -       | -        |
| 2010 | 3.44,14 | -       | 13.51,30 |
| 2011 | 3.55,74 | 7.55,79 | 13.39,87 |
| 2012 | 3.44,40 | -       | 13.29,83 |
| 2013 | -       | -       | -        |
| 2014 | -       | 7.54,91 | 13.39,10 |
| 2015 | 3.39,94 | 7.57,97 | 13.23,00 |

## Palmares

### 1500 m
- 2004:  NK - 3.51,79
- 2006:  NK indoor - 3.47,86
- 2009: 7e in ¼ fin EK indoor - 3.42,18
- 2014:  NK - 3.52,19
- 2015: 11e FBK Games - 3.39,94
- 2015:  NK - 4.04,02

### 3000 m
- 2004:  NK indoor - 8.27,91
- 2005:  NK indoor - 8.22,92
- 2008:  NK indoor - 8.20,25
- 2009:  NK - 8.16,94
- 2015:  NK indoor - 7.59,09
- 2016:  NK indoor - 8.05,13

### 5000 m
- 2011:  NK - 14.17,70
- 2012: 7e EK - 13.37,99
- 2015:  NK - 14.12,94
- 2015: 10e Stanford Invitational - 13.23,00
- 2015: 12e WK - 13.57,61
- 2016:  NK - 14.08,13

### 3000 m steeple
- 2006:  NK - 8.48,12
- 2007:  NK - 9.03,86
- 2010:  NK - 8.51,79

### 8 km
- 2011:  Acht van Apeldoorn - 23.54
- 2012:  Acht van Apeldoorn - 23.48
- 2013:  Acht van Apeldoorn - 23.48
- 2015:  Acht van Apeldoorn - 23.10

### 10 km
- 2010: 11e Parelloop - 29.24
- 2010: 12e Nike Hilversum City Run - 30.50
- 2011: 26e Parelloop - 30.06
- 2011: 4e Spieren voor Spieren City Run - 30.02
- 2012: 17e Groet Uit Schoorl Run - 29.39
- 2013: 8e Groet Uit Schoorl Run - 29.27
- 2013: 15e Parelloop - 29.24
- 2014: 7e Singelloop Utrecht - 30.11
- 2023: 13e NK – 29.36

### 15 km
- 2008: 5e Zevenheuvelenloop - 44.07,4
- 2012: 9e Montferland Run - 46.25
- 2015: 7e Montferland Run - 45.46

### 20 km
- 2012: 5e 20 van Alphen - 1:01.07
- 2013:  20 van Alphen - 1:01.21
- 2015:  20 van Alphen - 1:01.59

### halve marathon
- 2008: trim City-Pier-City loop - 1:06.31
- 2012: 13e Venloop - 1:06.38
- 2012: 4e NK in Venlo - 1:06.38
- 2013: 17e halve marathon van Egmond - 1:05.12
- 2023: 12e halve marathon van Egmond - 1:10.41

### marathon
- 2023: 7e NK in Rotterdam - 2:19.23

### overige afstanden
- 2008:  Mini-Marathon van Apeldoorn - 58.18
- 2009:  Mini-Marathon van Apeldoorn - 57.41
- 2014: 8e 4 Mijl van Groningen - 18.11
- 2020:  Asselronde 25 km - 1:19.55
- 2022: 18e Dam tot Damloop - 49.04
- 2023: 19e Dam tot Damloop - 48.41
- 2024:  10 EM in Apeldoorn - 50.42

### veldlopen
- 2002:  NK junioren in Amersfoort - 28.22
- 2003: 12e NK in Harderwijk - 28.01
- 2004: 10e NK in Holten - 16.03
- 2004: 22e Warandeloop - 32.09
- 2004: 17e Sylvestercross Soest - 35.39
- 2005: 5e NK in Roggel - 15.21
- 2005: 14e Warandeloop - 31.02
- 2005: 4e Sylvestercross Soest - 10.11
- 2006:  NK in Norg - 12.40
- 2006: 30e Warandeloop - 31.36
- 2007: 13e Warandeloop - 32.12
- 2008: 6e NK in Rijen - 33.27
- 2008: 7e Warandeloop - 31.37
- 2010: 26e Warandeloop - 31.29
- 2011:  NK - 8.21
- 2014: 10e Lotto Cross Cup te Brussel (10.500 m) - 34.05